# Boeing EA-18G Growler
Le Boeing EA-18G Growler est un avion de guerre électronique américain dérivé du F/A-18F Super Hornet. Il est conçu pour remplacer les Grumman EA-6 Prowler (modèle B) en service dans la marine des États-Unis. Les capacités de guerre électronique sont principalement apportées par Northrop Grumman. 
Le EA-18G Growler sort des chaines de production en janvier 2007 et entre en service opérationnel en mai 2008. Son coût unitaire est en 2012 estimé à 68,2 millions de dollars.

## Conception et équipement
Le Boeing EA-18G Growler est dérivé du Boeing F/A-18E/F Super Hornet, plus précisément conçu à partir d'une cellule de biplace F/A-18F Block II Super Hornet.
Ses capacités de guerre électronique sont dues à l'origine à des nacelles AN/ALQ-99 (en) entrées en service en 1972 et ayant des problèmes de compatibilité avec le radar AESA du Growler. Testée depuis 2019 dans le cadre du programme Next Generation Jammer (en), et devant entrer en service limité fin 2021, la AN/ALQ-249 la remplace.

## Opérateurs

### États-Unis

#### Historique
Il entre en service le 3 juin 2008 dans l'United States Navy. Il effectue son premier déploiement opérationnel le 18 février 2011. Le 100e exemplaire est livré le 5 mai 2014. À cette date, Boeing espère en livrer entre 50 et 100 de plus et il est prévu qu'il reste en service jusqu'aux années 2040.
En raison de la menace de fermeture de la ligne d'assemblage, le Sénat américain approuve en 2014 la commande de quinze exemplaires supplémentaires pour un montant de 1,46 milliard de dollars. Cette commande permet de déplacer l'arrêt de la ligne de production de 2016 à 2017. En 2014, le Growler est le dernier avion de combat opérationnel en cours d'assemblage aux États-Unis, à l'exception du F-35. Les autres modèles (F-15 et F-16) sont livrés à leurs derniers clients. À cette date, il a totalement remplacé le EA-6B Prowler dans les Carrier Air Wing. Fin 2016, il est commandé à 160 unités et Boeing tente d'augmenter les commandes auprès de la marine américaine.

#### Unités en mai 2015
En mai 2015, il est en service dans les escadrons suivants :
- VAQ-129 « Vikings » (entraînement/réserve générale) : 44 appareils ;
- VAQ-130 « Zappers » : 5 appareils ;
- VAQ-131 « Lancers » : 5 appareils ;
- VAQ-132 (en) « Scorpions » (expérimentation) : 5 appareils ;
- VAQ-133 (en) « Wizards » : 5 appareils ;
- VAQ-134 (en) « Garudas » : 4 appareils ;
- VAQ-135 (en) « Black Ravens » (expérimentation) : 5 appareils ;
- VAQ-136 « Gauntlets » : 5 appareils ;
- VAQ-137 « Rooks » : 4 appareils ;
- VAQ-138 (en) « Yellow Jackets » : 5 appareils ;
- VAQ-139 (en) « Cougars » : 5 appareils ;
- VAQ-140 « Patriots » : 5 appareils ;
- VAQ-141 (en) « Shadowhawks » : 6 appareils ;
- VAQ-142 (en) « Gray Wolves » : 5 appareils ;
- VAQ-209 « Star Warriors » (entraînement) : 5 appareils.

### Australie
En 2008, la Royal Australian Air Force commande six exemplaires de cette version sur un total de 24 F/A-18F Super-Hornet. Au fil du temps, cette commande augmente et en 2012, sur 24 appareils commandés, 12 sont des EA-18G et les 12 autres F/A-18F sont câblés pour pouvoir être transformés si nécessaire en EA-18G pour un coût de 1,5 milliard de dollars australiens. En outre, le 2 mai 2013, le gouvernement australien annonce dans le cadre de son livre blanc de la défense envisager l'achat de 12 Growler supplémentaires mais, en 2021, cela ne se concrétise pas.
Selon le constructeur, la force aérienne royale australienne a reçu 12 appareils en juin 2014.
Le premier exemplaire, numéroté A46-301, est présenté le 29 juillet 2015. Il est déployé à la mi-2015 pour une série de tests de 12 mois avec l'US Navy. Les premiers exemplaires entrent en service en 2018.
Un exemplaire est fortement endommagé le 27 janvier 2018 lors d'exercice à Nellis Air Force Base. Le 30 septembre 2021, le département d'État des États-Unis approuve la vente d'un nouvel avion pour le remplacer pour une somme pouvant aller jusqu'à 150 millions de dollars américains.

## Accidents et incidents
Le 27 janvier 2018, l'EA-18 immatriculé A46-311 du No. 6 Squadron rattaché au No. 82 Wing, subit une panne de moteur non maîtrisée au cours des dernières étapes de son décollage sur la base aérienne de Nellis. À une vitesse indiquée d'environ 140 nœuds (259,28 km/h), la défaillance matérielle balistique du moteur droit provoque la défaillance quasi simultanée du moteur gauche, une série de dysfonctionnements et de situations d'urgence en cascade, ainsi qu'un violent incendie de carburant et de cellule. Environ quatre secondes après la panne des deux moteurs, la situation est aggravée par la perte de tous les systèmes électriques générés, ce qui met hors service, entre autres, les indicateurs numériques (DDI), l'écran couleur polyvalent (MPCD), l'affichage tête haute (HUD) et le freinage anti-dérapage. Lors du freinage d'urgence (système), les pneus du train d'atterrissage principal éclatent, ce qui entraîne la rupture de la conduite hydraulique qui alimente le frein gauche du train d'atterrissage. L'avion est maintenu sur la piste à l'aide d'une combinaison de freinage différentiel et de traînée aérodynamique/physique. En s’approchant de la première barrière d’arrêt de la piste, l’aéronef quitte la surface préparée vers la droite. En transportant une vitesse au sol estimée à 50 nœuds dans la marge sablonneuse, l'aéronef passe à l'extérieur du logement d'ancrage tribord du câble d'arrêt. Restant debout et influencé par la traînée supplémentaire du sable, l'aéronef ralentit et lace à gauche avant de s'immobiliser sur une intersection adjacente, marginalement à droite de la piste en service, à 9 100 pieds du point de départ. Confronté à l'important incendie de carburant et de cellule, l'équipage de conduite quitte rapidement le poste de pilotage par le côté bâbord du bord d'attaque,. L'appareil est remplacé par un EA-18G Lot 38 pour une valeur de 125 millions de dollars.
Le 15 octobre 2024, un EA-18G s'écrase près du mont Rainier lors d'une mission d'entraînement. Les deux membres d'équipage sont tués.
Le 12 février 2025, un EA-18G s’écrase en mer dans la Baie de San Diego lors d'un exercice. Les deux pilotes parviennent à s’éjecter avant le crash et sont secourus par un bateau de pêche.

### Développement lié
- Northrop YF-17 Cobra
- McDonnell Douglas F/A-18 Hornet
- McDonnell Douglas CF-18 Hornet
- Boeing F/A-18E/F Super Hornet
- High Alpha Research Vehicle
- X-53 Active Aeroelastic Wing